# Nauplios (Sohn des Poseidon)
Nauplios (altgriechisch Ναύπλιος Naúplios) ist der Name einer Figur der griechischen Mythologie.
Der Sage nach war er der Sohn von Poseidon und Amymone, der Tochter des Danaos. Er war der Gründer (eponyme Heros) der nach ihm benannten Stadt Nauplia und ein berühmter Seemann, der auch mit Sklaven handelte. Nachdem der kretische König Katreus ein Orakel erhalten hatte, wonach er durch eines seiner Kinder umkommen werde, bat er Nauplios, seine Töchter Aërope und Klymene ins Ausland zu verkaufen. Doch heiratete er Klymene und hatte mit ihr die Söhne Palamedes, Oiax und Nausimedon (laut anderen Versionen der Sage war seine Gattin Phylira oder Hesione).
Als Palamedes, der am Trojanischen Krieg teilnahm, aufgrund einer Verleumdung durch Odysseus von den Griechen ungerechtfertigter Weise getötet wurde, fuhr Nauplios dorthin und forderte Genugtuung, allerdings vergebens. Aus Rache veranlasste er daraufhin die Frauen dreier griechischer Könige – des Agamemnon, Idomeneus und Diomedes – ihre Gatten zu betrügen. Darüber hinaus brachte er zahlreiche Schiffe der heimkehrenden griechischen Flotte vor dem Kap Kaphareus im Südosten der Insel Euböa zum Kentern, indem er während eines Sturms ein falsches Leuchtfeuer entzündete und sie zu schroffen Klippen lotste.
Häufig wurde er mit seinem gleichnamigen Nachfahren, dem Sohn des Klythoneus, verwechselt, der einer der Argonauten war.